# Hotel Stefanie

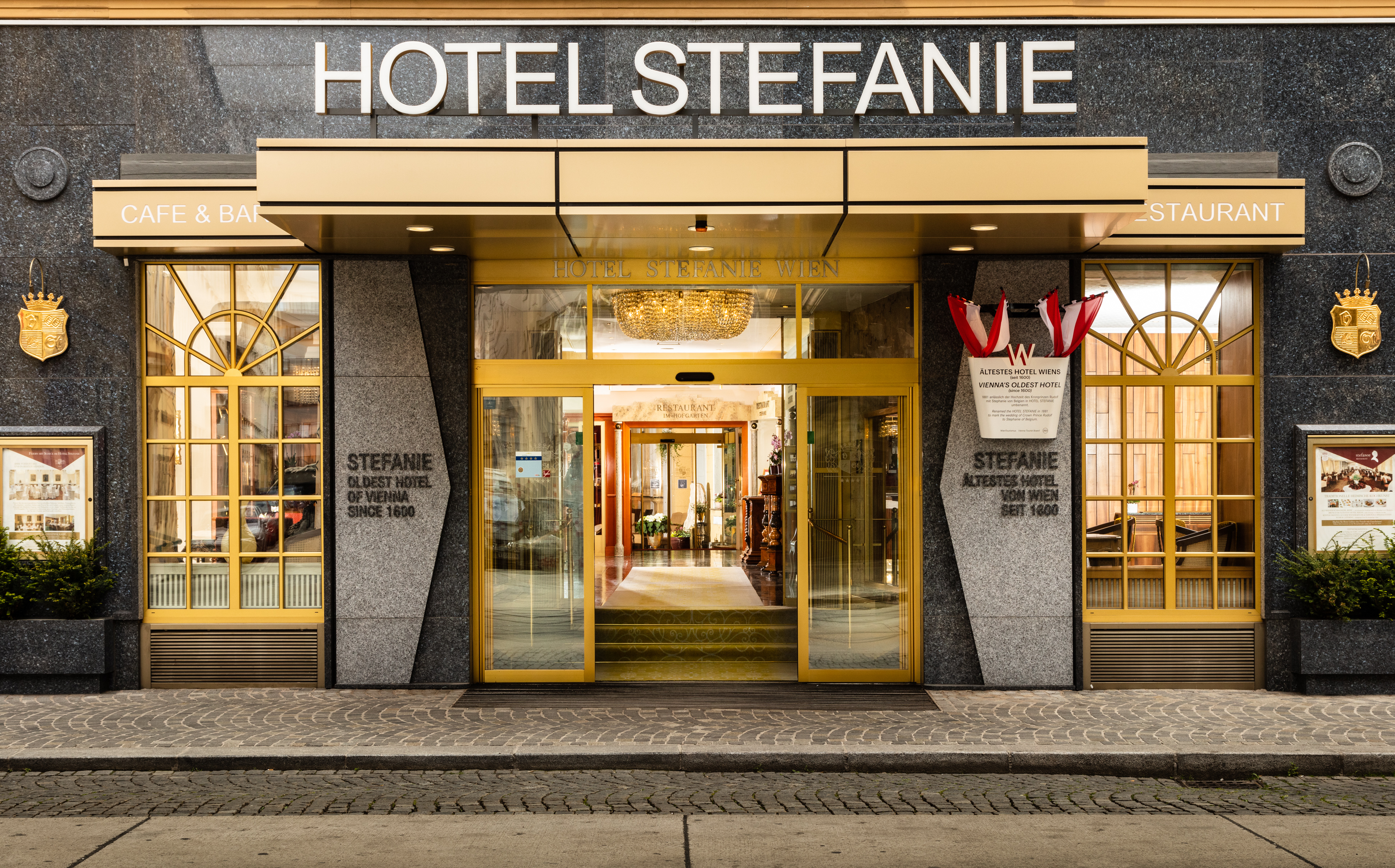
Der neu gestaltete Eingang des ältesten Hotels von Wien

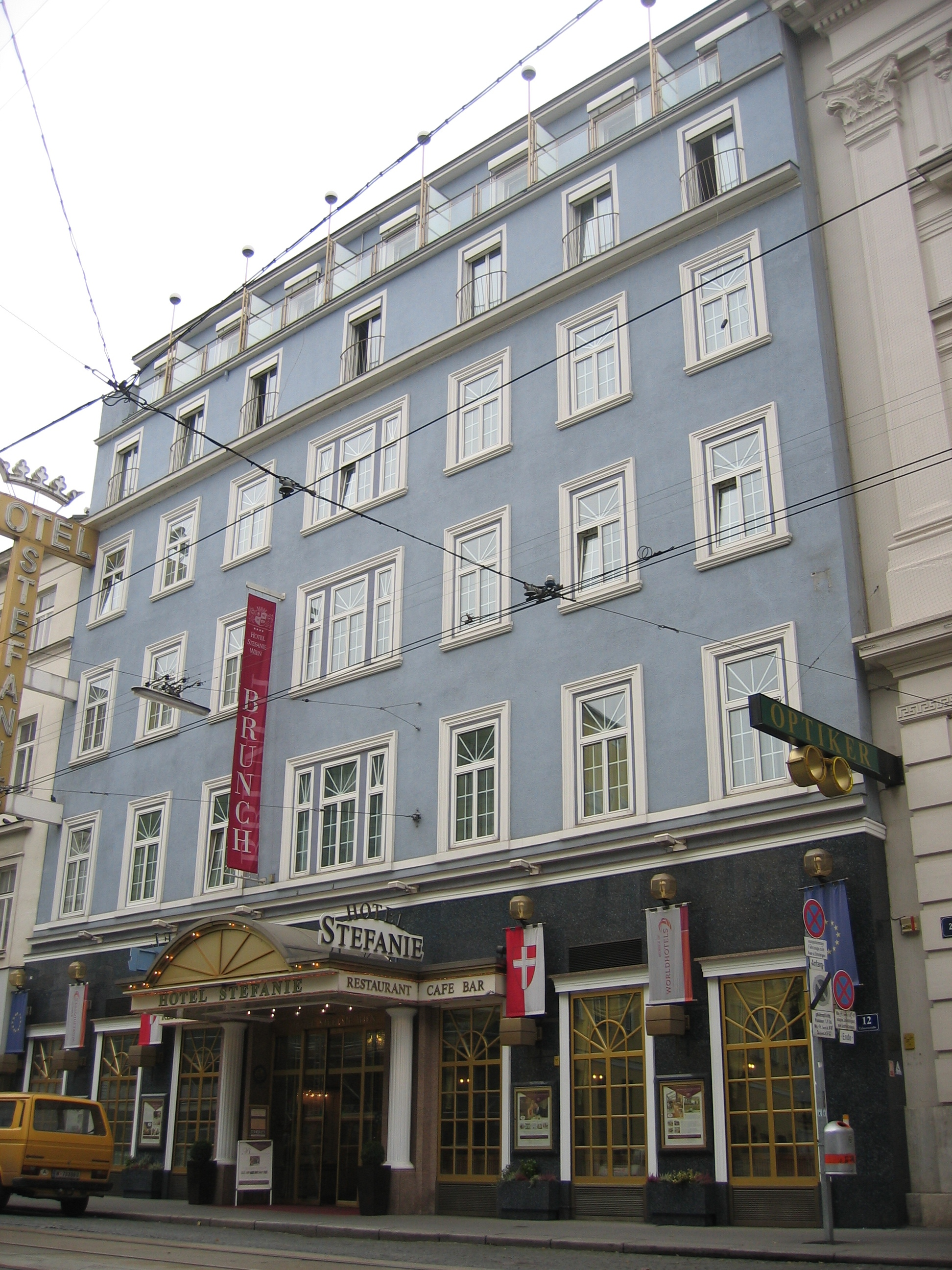
Das Hotel vor der Umgestaltung des Portals

Das Hotel Stefanie befindet sich im 2. Wiener Gemeindebezirk, Leopoldstadt, an der Taborstraße. Es ist ein Vier-Sterne-Hotel und das älteste bestehende Hotel Wiens.

## Geschichte

### 15. bis 19. Jahrhundert
Die Taborstraße war seit Beginn des 15. Jahrhunderts die Einfahrtsstraße aus den nordöstlichen Teilen der Habsburgermonarchie in das Zentrum der Kaiserstadt Wien. Sie besaß besondere Bedeutung als Hauptdurchzugs- und Handelsweg, da die heutige Schwedenbrücke, die direkt in die Taborstraße mündet, jahrhundertelang (1368 bis 1782) die einzige war, die die Innere Stadt mit dem Unteren Werd, wie die Leopoldstadt früher hieß, verband.
Herzog Albrecht V. von Österreich hatte im Jahre 1433 anordnen lassen, dass Durchreisende in Herbergen zu übernachten hatten. Als Konsequenz – und da der Ansturm von Reisenden an der Verbindungsbrücke zur (Inneren) Stadt gewaltig war – siedelte sich vor allem in der Taborstraße eine beträchtliche Anzahl von Beherbergungsbetrieben an. Auch Reisende, die auf dem frühen Hauptstrom der Donau (heute: Donaukanal) ankamen, nächtigten oft – weil es hier kostengünstiger war – in den Einkehrgasthöfen außerhalb der Stadtmauern.
Die Immobilie am Standort des heutigen Hotels Stefanie befand sich zu jener Zeit im Besitz von Anna, geborene Weispacher, und ihres Ehemannes Hans Haringseer: eines Kaufmannes, Ratsherrn, Stadtrichters und späteren Bürgermeisters von Wien (1444–1446).
Danach wechselte die Liegenschaft häufig den Eigentümer bzw. die Eigentümerin, ehe sie per 8. Juli 1600 von Christoff Freischlag und dessen Ehefrau Margaretha erworben wurde: Mit diesem Datum fand die erste urkundliche Erwähnung eines „Gastgeb“ am Standort des heutigen Hotels Stefanie statt.
„Christoff Freischlag Gastgeb Burger zu Wienn, vnnd Margaretha sein eheliche Hausfraw, haben Empfangen Nuz unnd Gwör aines Hauß Stadtl vnnd Garten, Im Vndern Werth, Neben Melchiorn Reiser vnnd Wolffen Auer Hauß vnnd Garten gelegen, helt die Lenng von dem obern Weeg (…) in den Hindern Gassen 215 Daumb Eln, In die Prait an der Obern Strassn 40, An dem vndern Ort 25 Daumb Eln. (…) Actum den Achten July Anno 1600 /.“ – GRUNDBUCH, 1600
1621 gehörte der Einkehrgasthof „Wolff Ernst (…) vnd Margaretha sein Eheliche Hausfraw“ und wurde erstmals „Zu der Weißen Rosen“ genannt.
Die „Weiße Rose“ – das spätere Hotel Stefanie – zählte bald zu den besten Beherbergungsbetrieben der Haupt- und Residenzstadt Wien: Sie findet sich etwa im Jahre 1779 im „Verzeichnis der öffentlichen und berühmtesten Gast- und Einkehrhäuser, wo man mit oder ohne Wagen beherberget werden kann.“
Die Konkurrenz war groß, denn am Beginn der Taborstraße reihte sich ein Einkehrgasthof an den anderen: Hier befanden sich um 1830 nicht weniger als acht Beherbergungsbetriebe in unmittelbarer Nachbarschaft.
Von den rund 35 öffentlichen Herbergen, die um die Mitte des 19. Jahrhunderts in der Inneren Stadt und den Vorstädten existierten, bestehen heute – neben dem Hotel Stefanie – nur noch fünf. Das Hotel Stefanie, zuvor „Zur weißen Rose“ genannt, ist jedoch das einzige, das in den Häuserverzeichnissen 400 Jahre lang durchgängig Erwähnung fand.
Die Gäste der „Weißen Rose“ reisten vorwiegend aus den Kronländern der Donaumonarchie an; einige trafen zudem aus dem damaligen Ausland ein: aus dem Deutschen Reich, dem Fürstentum Moldau, aus Italien, Frankreich und dem russischen Kaiserreich.
Die Mehrzahl der Gäste der „Weißen Rose“ bestand zu jener Zeit aus Kaufleuten und Fabrikanten. Im „Fremden-Blatt der k. k. Haupt- und Residenzstadt Wien“ finden sich um 1850 zudem noch andere hochrangige Personengruppen, die in der „Weißen Rose“ logierten: darunter eine beträchtliche Anzahl an Gutsbesitzern, zahlreiche Beamte, viele höhere Militärangehörige, einige Bankiers, Pfarrer und Advokaten sowie mehrere Räte und Doktoren. Als 1848 in Wien der Reichstag stattfand, bezogen zumindest zwei der Deputierten nachweislich im Einkehrgasthof „Weiße Rose“ ihr Quartier.
Die Geschäfte liefen wohl sehr gut, denn bereits seit dem Frühjahr 1829 war der Gasthof derart erweitert worden, dass er vier Jahre später insgesamt 90 Pferdestellplätze umfasste. Vor Baubeginn musste jedoch das Einverständnis der Anrainer eingeholt werden. Die Nachbarn der „Weißen Rose“, Chrysogonus Pischl, Prior des Convents der Barmherzigen Brüder, sowie Magdalena Schuh, Hausinhaberin Nr. 322, erklärten sich „mit diesem Baue einverstanden“, nachdem sich der damalige Besitzer des Gasthofes, Franz Richardt, dazu verpflichtet hatte, dass dem „angränzenden Kloster (durch den Bau keine) Nachtheile (entstünden), ferner gegen diese Bedingnisse, daß dem Noviziatfenster kein Licht benommen werde, und die (neu) angebracht werdende Dachrinne (…) so aufgeführt werde, daß (…) keine Einwirkung der Feuchtigkeit auf die (…) der Convente der barmherzigen Brüder eigenthümliche Mauerwerke geschehe.“
Nach dem Umbau gelangten das Postkutschenwesen und der Gütertransport per Pferdewagen auf dem Höhepunkt an. Durch die wenige Jahre später einsetzende Konkurrenz der Eisenbahn wurde die hohe Anzahl der Pferdeabstellplätze jedoch bald nicht mehr in dieser Größenordnung benötigt.
Hinzu kam, dass in den Jahren 1858 bis 1864 die Wiener Stadtmauern abgerissen wurden, nachdem die Leopoldstadt 1850 als 2. Bezirk in Wien eingemeindet worden war. Dadurch konnten die Gäste nun ungehindert, ohne eine Pass- und Mautstelle durchqueren zu müssen, in wenigen Gehminuten vom Hotel „Weiße Rose“ ins historische Zentrum von Wien – und vice versa – gelangen. Diese Erleichterung der Reisefreiheit ging höchstwahrscheinlich mit einem weiteren Zustrom an Gästen einher.
Um diesem Ansturm gewachsen zu sein, unternahmen die damaligen Eigentümer der „Weißen Rose“, das Ehepaar Schröder, beträchtliche bauliche Anstrengungen: Nach Plänen ihres Vorgängers Georg Pein, der bereits 1838 den Gassentrakt auf drei Etagen aufgestockt hatte, bauten Josefa und Johann Schröder 1856 bis 1859 den linken vorderen Seitenflügel auf drei Stockwerke aus. Im Jahr 1872 ließen sie im hinteren Hoftrakt, von der Großen Mohrengasse rechterhand gesehen, sämtliche Pferdeställe abreißen. An deren Stelle wurde eine Portierloge samt -wohnung errichtet. Der bisher ebenerdige Bau wurde um drei Stockwerke erweitert und ebenfalls zu Hotelzwecken nutzbar gemacht. An der Stirnseite zur Großen Mohrengasse richtete man ein Schanklokal ein.

### Ab 1888: Besitz der Familie Witzmann-Schick
1888 brach eine neue Ära an: In jenem Jahr wurde das Hotel von Carl [auch: Karl] Witzmann (* 3. Jänner 1857 in Vöslau, † 22. März 1911 in Wien) erworben – dem Urgroßvater des derzeitigen Besitzers.
In Reminiszenz an die Vermählung von Kronprinz Rudolf mit Stephanie von Belgien wurde das Hotel noch im selben Jahr, 1888, in „Hotel Stefanie“ umbenannt. Das Haus verfügte zu jener Zeit über 110 Gästezimmer und zählte damit zu den größten Hotels in Wien.
Unmittelbar nach dem Erwerb des Hotels ließ Carl Witzmann (mit seinen damaligen beiden Mit-Eigentümern Josef Fuchs und Bernhard Mandl) bauliche Adaptierungen am Haus vornehmen: „Beim Einfahrtstore in der Taborstrasse (wurde) ein Glasdach mit Eisenconstruction (…) ober dem Trottoir angebracht, (…) der eine Raum zu einem amerikanischen Eisdepot mit einer Sammelgrube zum Ausschöpfen umgestaltet (…), die Wohnungseintheilung geändert“ usw.
Drei Jahre darauf – Carl Witzmann galt als „Hotelier und Restaurateur“ – ließ er im Hofgarten eine 15 m lange und 3,5 m breite offene Veranda „für Restaurationszwecke“ errichten. Ein Jahr später (1892) – Carl Witzmann war bereits Alleineigentümer – erhielt er vom Wiener Magistrat die Bewilligung erteilt, „an der rechten Seite dieser Realität (…) einen nicht unterkellerten ebenerdigen (…) Hoftract, einen Restaurationssaal enthaltend, herzustellen.“ Am 24. Dezember desselben Jahres wurde ihm zudem bewilligt, „in dem linken Hoftracte den bestehenden Gang im Parterre in eine Kegelbahn umzuändern.“

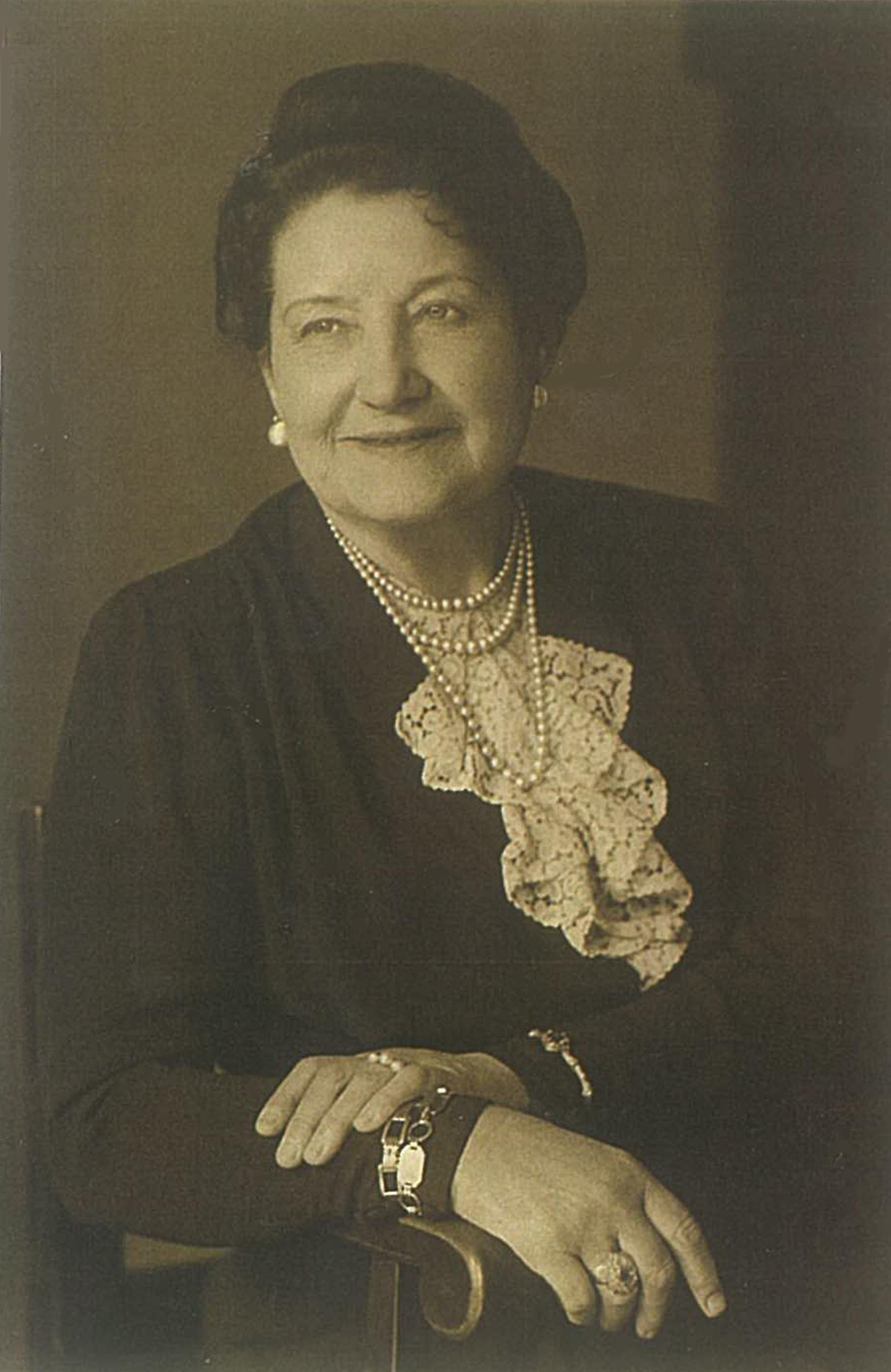
Mathilde Witzmann

Als Carl Witzmann im Alter von 51 Jahren starb, trat seine Gattin Mathilde Witzmann geb. Obrist (1867–1948) die Nachfolge an. Im Todesjahr ihres Mannes (1911) erwarb sie die Hotel-Konzession, per 10. Juni 1920 suchte sie um Bewilligung größerer baulicher Maßnahmen an: „Verlegen des bestehenden Saaleinganges durch das Hotelvestibule in separaten Eingang für den Saal von der Strasse aus; (…) Vergrösserung des Restaurationsspeisezimmers; (…) Schaffung eines Hotelvestibules mit Sitzgelegenheiten, (…) kassieren der Portierloge und Aufstellen eines Pultes für den Portier“ usw.
Mathilde Witzmann hatte das Hotel Stefanie wohlbehalten durch den Ersten Weltkrieg geführt. In ihrem 60. Lebensjahr, anno 1926, legte sie das Hotelgewerbe zurück. Ihre jüngste Tochter Stefanie (sic!), verehel. Schick (1896–1979), trat in die Fußstapfen ihrer Mutter und übernahm im selben Jahr den Betrieb. Per 25. Februar 1926 erwarb sie die Konzession für den Betrieb des Gastwirtsgewerbes mit den Berechtigungen (…) lit b) Verabreichung von Speisen, lit c) Ausschank von Bier, Wein und Obstwein, lit g) Haltung erlaubter Spiele mit Ausnahme des Billardspieles sowie für den Betrieb des Hotelgewerbes mit den Berechtigungen nach (…) lit a) Fremdenbeherbergung.
Stefanie Schick konnte das Hotel Stefanie sicher durch die Wirrnisse des Zweiten Weltkriegs führen. Erst als infolge schwerer Luftangriffe auf Wien zwei Bomben in das Haus einschlugen und in der so genannten „Schlacht um Wien“ 1945 am Donaukanal ein blutiger Häuserkampf stattfand, ließ sie das Hotel in den letzten Kriegsmonaten verbarrikadieren.
Im April 1945 wurde der 2. Wiener Gemeindebezirk von der Roten Armee eingenommen. Während der darauffolgenden zehnjährigen Besatzungszeit wurde das Hotel Stefanie umfunktioniert: Aus dem vornehmen Hotel war eine einfache Herberge für russische Truppen geworden. Der 2. Bezirk blieb bis 1955 sowjetischer Besatzungssektor.
Stefanie Schicks einziges Kind, Dr. Stefan (sic!) Schick (1923–2001), wurde 1947 als Miteigentümer des Hotels Stefanie bezeichnet. Stefan Schick wurde an der damaligen Hochschule für Welthandel, der heutigen Wirtschaftsuniversität Wien, promoviert. Gemeinsam mit seiner Mutter, sorgte er dafür, dass der Betrieb die Jahre 1945 bis 1955 überstand. Er nahm sich der Beseitigung der Kriegsschäden rasch an und trieb den Wiederaufbau des Familienunternehmens zügig voran.
Ab 1955, nachdem der Staatsvertrag unterzeichnet worden war und die letzten sowjetischen Soldaten das Hotel Stefanie verlassen hatten, nahm Stefan Schick an diesem beträchtliche Umbauten vor. Per 1. September 1965 bekam das Hotel Stefanie die Einstufung in die „Kategorie A“ (heute: „First Class“) verliehen.
Das Hotel Stefanie auf der Taborstraße in Wien (strahlt) in neuem Glanz. Alles ist neu, alles ist modern, alles weist Geschmack auf und alles ist auf den Komfort des Gastes bedacht. Schon beim Betreten des Hotels Stefanie staunt man über die gediegene Atmosphäre der großen Halle. Bequeme Sitzecken, strahlende Kristallluster, echte Perserteppiche, alles gepflegt, alles freundlich. Dann das große, vornehme Restaurant! Zwei Trennwände, die bei Bedarf automatisch aus dem Boden hervorschießen, trennen den großen Saal in drei kleinere Räume. Ueber 200 Personen können hier untergebracht werden (…). Die Besitzer des Hotel Stefanie, Frau Stefanie Schick und Sohn Dr. Stefan Schick, können auf ihr vollständig renoviertes Haus stolz sein. Die Ueberstellung in die Kategorie A ist wohl verdient und eigentlich schon eine gewisse Zeit fällig gewesen. – „Hotel Stefanie in neuer Gestalt“, 1965

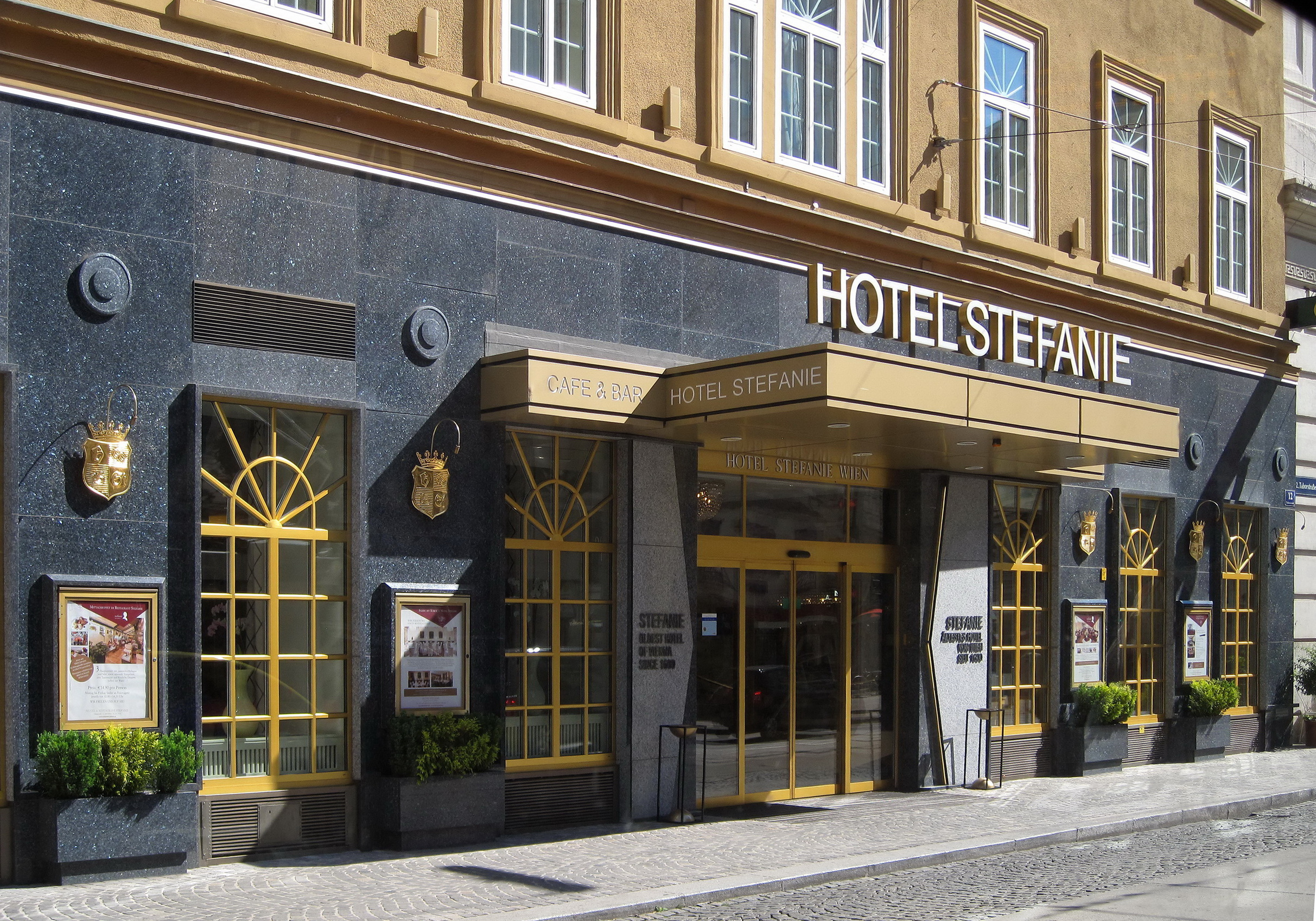
Eingangsbereich des Hotels im Jahr 2018

1970 wurde der zweite große Umbau abgeschlossen: Der ehemals einstöckige Mitteltrakt war auf vier Etagen erweitert worden; im obersten Stockwerk dieses Quertraktes ist seither ein mit jeweils modernster Technik ausgestatteter Konferenzsaal untergebracht. Als eines der ersten Hotels in Wien besitzt das Hotel Stefanie seit jener Zeit eine Klimaanlage. Es verfügte nun über insgesamt 260 Betten und wurde damit das größte Wiener Hotel dieser Klasse und das viertgrößte Haus Wiens überhaupt.
Mit der Übernahme des Hotels Stefanie durch Stefan Schicks Sohn Martin Schick im Jahr 1992 existiert das Familienunternehmen heute in vierter Generation. Das Hauptaugenmerk des Besitzers liegt auf einer höchst qualitativen Kombination aus Moderne und Tradition. (Siehe auch Hotel Erzherzog Rainer.)
Das Hotel Stefanie mit seiner über 400-jährigen Geschichte bildet den Grundstein der Schick-Hotels-Gruppe, der heute fünf Wiener 4-Sterne-Hotels angehören. Es ist zugleich eines der wenigen Wiener 4-Sterne-Hotels in Privatbesitz.

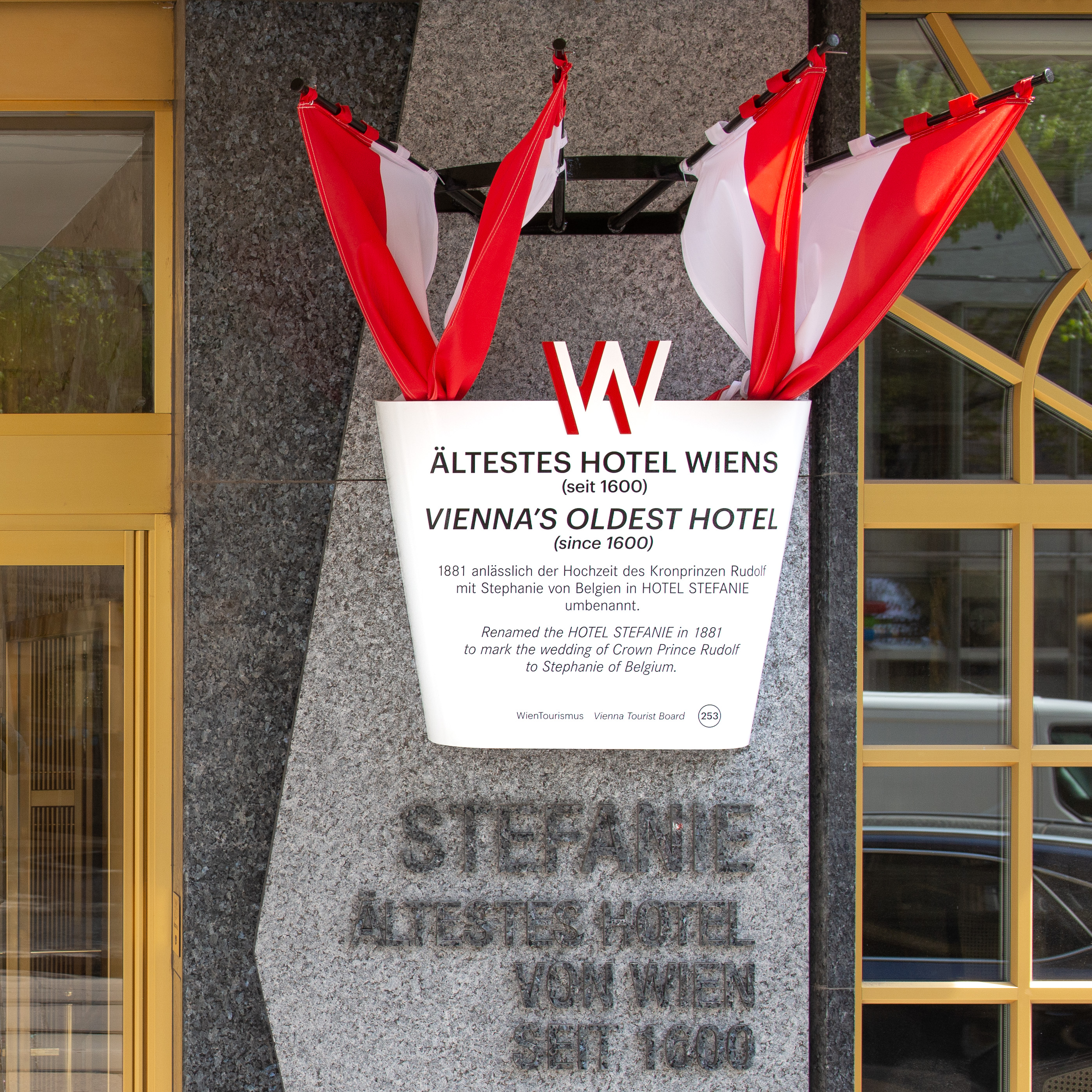
Auszeichnung für das älteste Hotel von Wien

Im April 2021 erhielt das Hotel Stefanie vom WienTourismus und der Stadt Wien die Auszeichnung als „Sehenswürdigkeit“. Was als Freiluftausstellung für die Wiener Festwochen 1956 konzipiert wurde, ist mittlerweile fixer Bestandteil des Stadtbildes. Die Wandtafeln „Wien, eine Stadt stellt sich vor“ kennzeichnen heute rund 250 Orte, die von besonderer historischer, künstlerischer oder touristischer Bedeutung sind. Als ältestes Hotel Wiens wurde nun das Hotel Stefanie in der Taborstraße mit einer solchen Tafel ausgezeichnet.

## Bedeutung für die jüdische Religion und Kultur
Zwischen dem Ersten und dem Zweiten Weltkrieg war im Hotel Stefanie auch ein Bethaus untergebracht. Dieses wurde vom Krankenunterstützungsverein ‚Der Brodyer‘ in Wien betrieben. Das war durchaus nichts Ungewöhnliches: Da die Tempel und Synagogen an Feiertagen oft überfüllt waren, setzte man unter anderem auch Hotels als Gebetsorte ein.
Zugleich besaß das Hotel Stefanie eine beachtenswerte jüdische Theatertradition. Zum einen war die „Budapester Orpheumgesellschaft“, die zuerst im Hotel „Zum Schwarzen Adler“ auf Taborstraße Nr. 11 gastiert hatte, 1896 in das gegenüber liegende Hotel Stefanie umgezogen. Hier boten die „Budapester“ bis 1903 regelmäßig Vorstellungen an. Dafür wurde im hauseigenen Saal eigens eine Bühne errichtet.
(Budapester Orpheumgesellschaft.) Noch vor Beginn der Vorstellung ist der ganze Saal des ‚Hotel Stephanie‘ allabendlich ausverkauft und dies mag als der beste Beweis dafür gelten, wie gut man sich bei den Vorstellungen der ‚Budapester‘ unterhält, denn man kommt wahrlich nicht aus dem Lachen heraus. – Illustriertes Wiener Extrablatt, 8. April 1900.
Zum anderen war der Saal des Hotels Stefanie von 1908 bis 1921 Schauplatz des Ensembles „Jüdische Bühne“, der „Keimzelle des jiddischen Theaters in Wien“.
In jenem Festsaal, wo 25 Jahre lang jiddisch geprägte Theateraufführungen stattfanden, kann das Hotel Stefanie seinen jüdischen Gästen heute unter anderem koscheres Frühstück anbieten. Auch auf die besonderen Bedürfnisse von Juden und Jüdinnen am Sabbat wird Rücksicht genommen.

## Soziales und ökologisches Engagement
Das Hotel Stefanie kooperiert seit Jahren mit Fairtrade und ist Sponsor der „Stiftung Kindertraum“. Seit 2012 ist das Hotel auch Träger des österreichischen Umweltzeichens.

## Rekorde
- Seit dem Mittelalter ist ein Gebäude am jetzigen Standort verbürgt: Um 1430 wird erstmals ein Hausbesitzer-Ehepaar (Anna und Hans Haringseer[2][28][29]) am heutigen Standort erwähnt. Von den rund 50 Häusern, die zu jener Zeit im gesamten späteren 2. Wiener Gemeindebezirk standen[30], ist also eines durchgängig belegt.
- Das Haus in der Taborstraße 12 wird seit mehr als 400 Jahren als Herberge geführt (zunächst als „Einkehrgasthof“, dann als Hotel bezeichnet): Seit dem Jahr 1600 werden die Hauseigentümer als „Gastgeb“, „bürgerlicher Wirt“ oder „Hotelbesitzer“ tituliert.
- Das Hotel Stefanie ist wohl das einzige 4-Sterne-Hotel Wiens, an dessen baulicher Beschaffenheit man noch die typische Struktur eines ehemaligen Einkehrgasthofes einer früheren Wiener Vorstadt erkennen kann: Das Gebäude erstreckt sich seit je von der Taborstraße (früher: „Kremser-“ bzw. „Hauptstraße“) bis in die Große Mohrengasse (zuvor: „Große Hafnergasse“). Diese langgezogene Bauweise eignete sich besonders für eine einbahnmäßig abgewickelte Ein- und Ausfahrt von Pferdefuhrwerken sowie für die Unterbringung von Reiter und Ross.[31]
- Seit 1888 befindet sich das Hotel Stefanie in Familienbesitz. Damit zählt es zu den ältesten Wiener 4-Sterne-Hotels, die als Familienunternehmen geführt werden.
- Herr Alfred Reiman, geb. 1921, war von 1945 bis zu seinem Tod im Jahr 2012 als Buchhalter im Hotel Stefanie beschäftigt. Mit 67 Jahren Berufstätigkeit ist er wohl der längstdienende Mitarbeiter in der Geschichte der Wiener Hotellerie.

## Sonstiges
- In unmittelbarer Nachbarschaft des Hotels Stefanie, des ältesten Hotels der Stadt, befindet sich an der Adresse Taborstraße 16 das Krankenhaus der Barmherzigen Brüder Wien – das älteste Hospital Wiens.
- Einige der Kunstgegenstände im Hotel Stefanie – wie etwa eine vollständige Waschgarnitur – stammen aus dem persönlichen Besitz der Kronzprinzessin und Namensgeberin Stephanie von Belgien.
- Im Hotel Stefanie befindet sich auch ein originaler Kammerherren-Schlüssel vom Hofe Kaiser Franz Josephs I.
- Zudem ist das Hotel Stefanie Sitz des österreichischen Hotelportierverbands „Die goldenen Schlüssel“[32]
- Die Urgroßmutter des derzeitigen Hausherrn, Mathilde Witzmann, wird in einem Bauplan von 1920 „Hochwo(h)lgeboren“ genannt – eine Ehrenbezeugung, die besonderen Honoratioren vorbehalten war.
- Der große Wiener Volksschauspieler Hans Moser, ebenfalls ein ehemaliges Mitglied der „Budapester Orpheumgesellschaft“, machte nach seinem fulminanten Erfolg in dem 1952 erschienenen Film „Hallo Dienstmann“ in seiner Paraderolle Werbung für Servas-Schuhmoden vor der Rezeption des Hotels Stefanie.
- Das Bildnis von Kaiserin Maria Theresia im Festsaal des Hotels Stefanie wurde 1963 im Auftrag von Stefan Schick von Otto Zeiller geschaffen.
- Die Zwischenwände im Festsaal des Hotels Stefanie können auf Knopfdruck wie von Zauberhand im Boden versinken.
- Seit 1991 veranstaltet das Hotel Stefanie gemeinsam mit dem „Magischen Klub Wien“ – unter Präsidentschaft und Leitung von Magic Christian – „magische“ Abende unter dem Motto „ZauberDelikatEssen“, bei denen Kulinarik und Magie im Mittelpunkt steht.